# Mariano Piña Olaya
Mariano Piña Olaya (Champusco, Atlixco, Puebla; 29 de marzo de 1933) es un jurista, académico, profesor y político mexicano que se desempeñó como gobernador de Puebla de 1987 a 1993. Fue miembro del Partido Revolucionario Institucional (PRI).

## Biografía
Estudió la carrera de derecho en la Universidad Nacional Autónoma de México. Profesor de la Cátedra Derecho del Trabajo en la UNAM, fue juez de lo Civil en el D.F. y presidente de la Junta de Conciliación y Arbitraje del D.F. Miembro del Partido Revolucionario Institucional, fue diputado federal por el X Distrito Electoral Federal de Puebla a la LII Legislatura de 1982 a 1985, en la cual ocupó el cargo de presidente de la Gran Comisión y por ende fue quién colocó la Banda Presidencial al entonces presidente de la República, Miguel de la Madrid. Gobernador constitucional del Estado de Puebla de 1987 a 1993. Director general de Compañía de Luz y Fuerza y subcoordinador de Seguridad Pública en el sexenio del presidente Carlos Salinas de Gortari.